# Colli Bolognesi Cabernet Sauvignon Colline di Oliveto
Le Colli Bolognesi Cabernet Sauvignon Colline di Oliveto est un vin rouge italien de la région Émilie-Romagne doté d'une appellation DOC depuis le 29 mai 1975. Seuls ont droit à la DOC les vins récoltés à l'intérieur de l'aire de production définie par le décret.
Le Colli Bolognesi Cabernet Sauvignon Colline di Oliveto répond à un cahier des charges plus exigeant que le Colli Bolognesi Cabernet Sauvignon.

## Aire de l'appellation
La sous-zone « Colline di Oliveto » est définie par des parcelles dans les communes de Monteveglio, Crespellano et Monte San Pietro.

## Caractéristiques organoleptiques
- couleur: rouge rubis intense, tendant au rouge grenat avec le vieillissement
- odeur: vineux, intense, épicé
- saveur: sèche, tannique, harmonique, légèrement épicé

Le Colli Bolognesi Cabernet Sauvignon Colline di Oliveto se déguste à une température comprise entre 15 et 17 °C. Il se gardera 3 à 5 ans.

## Association de plats conseillée
Les viandes rouges grillées

## Production
Province, saison, volume en hectolitres :
- pas de données disponibles